# Campobello di Licata
Campobello di Licata település Olaszországban, Szicília régióban, Agrigento megyében. Lakosainak száma 9062 fő (2023. január 1.). Campobello di Licata Canicattì, Licata, Naro és Ravanusa községekkel határos.

## Népesség
A település népességének változása:
| Lakosok száma | 9964 | 9860 | 9062 |
|               | 2017 | 2018 | 2023 |